# Организация африканского единства
Организация африканского единства — организация африканских стран. В 2002 году переименована в Африканский союз. Создана на основе Хартии африканского единства в 1963 году в целях укрепления единства и солидарности африканских государств, защиты их суверенитета, территориальной целостности и независимости и поощрения международного сотрудничества.
Штаб-квартира организации располагалась в Аддис-Абебе.

## История
Организация была создана 25 мая 1963 года в Аддис-Абебе (Эфиопия) 32 африканскими странами-участницами. Главной целью было заявлено объединение африканских народов и решения проблем на континенте. Одним из главных инициаторов создания ОАЕ был первый президент (1960—1966) независимой Ганы Кваме Нкрума. Организация была распущена и заменена Африканским союзом 9 июля 2002 года. Последним председателем был президент Южной Африки Табо Мбеки. Среди целей ОАЕ было поощрение политической и экономической интеграции между государствами-членами и искоренении колониализма и неоколониализма на африканском континенте. Между участниками были разногласия относительно того, как этого добиться.
Первая конференция ОАЕ состоялась 1 мая 1963 года в Аддис-Абебе.

## Структура
Главные органы: Ассамблея глав государств и правительств (собиралось не менее 1 раза в год, каждое государство располагает в ассамблее одним голосом, решение ассамблеи считалось принятым, если за него проголосовали 2/3 членов ОАЕ); Совет министров (собирался не реже 2 раз в год); Генеральный секретариат, возглавляемый генеральным секретарём, назначаемым ассамблеей (постоянный административный орган). Кроме того, при ОАЕ имелись комиссии: по экономическим и социальным вопросам; по вопросам образования, науки, культуры и здравоохранения; по вопросам обороны.
Специальные органы ОАЕ были призваны оказывать поддержку африканским народам, продолжающим борьбу за независимость. Прежде всего это Комитет помощи национально-освободительным движениям в Африке, широко известный также под названием Комитета освобождения или Комитета 17-ти. В целях материальной поддержки антиколониального движения на континенте члены ОАЕ обязались отчислять в специальный фонд освобождения Африки 1 % от своих национальных бюджетов.

## Цели
- Укрепление сотрудничества между странами Африки,
- урегулирование территориальных конфликтов, споров и разногласий между ними,
- сотрудничество в социально-экономической и политической сферах жизни.

## Членство
Членом организации может быть любое независимое суверенное африканское государство.

## Состав
В 1991 году был подписан договор о создании единого экономического сообщества в рамках организации. Организация насчитывает в своих рядах 48 государств:
- Алжир
- Ангола
- Бенин
- Ботсвана
- Буркина-Фасо
- Гамбия
- Гана
- Гвинея
- Джибути
- Замбия
- Зимбабве
- Египет
- Кабо-Верде
- Камерун
- Кения
- Коморы
- Демократическая Республика Конго
- Республика Конго
- Кот-д’Ивуар
- Лесото
- Либерия
- Ливия
- Мавритания
- Маврикий
- Мадагаскар
- Малави
- Мали
- Мозамбик
- Намибия
- Нигер
- Нигерия
- Руанда
- Сан-Томе и Принсипи
- Эсватини
- Сейшельские Острова
- Сомали
- Сьерра-Леоне
- Судан
- Танзания
- Того
- Тунис
- Уганда
- ЦАР
- Чад
- Экваториальная Гвинея
- Эритрея
- Эфиопия
- ЮАР (вступила в организацию в 1994 году)